# ТЕЦ Дзоусиен
ТЕЦ Дзоусиен е една от най-големите топлоелектрически централи в Китай, с инсталиран капацитет от 4400 MW.
Централата се намира в провинция Шандун и се експлоатира от китайската корпорация „Хуадиен“. Захранвана е от въглища.